# Трафальгарська площа в Лондоні (фільм)
«Трафальгарська площа в Лондоні» (англ. London's Trafalgar Square) — німий короткометражний чорно-білий фільм, знятий британськими піонерами кінематографа Вордсвортом Доністорпом і Вільямом Карр Крофтсом. 

## Сюжет
У десяти збережених кадрах знято рух на Трафальгарській площі — одного з найбільш значних і легко пізнаваних місць Лондона. У центрі кадру знаходиться Лондонська Національна галерея, а на передньому плані пересуваються карети й пішоходи.

## Історія
Доністорп зацікавився ідеєю кінематографічного фільму в університеті в той час, коли його екзаменатором в 1869 році був фізик Джеймс Максвелл, який в цьому ж році удосконалив зоотроп. 9 листопада 1876 Доністорп разом з Крофтс подали заявку на патент апарату для «зйомки за рівні проміжки часу серії фотографічних знімків з метою запису змін, що сталися, або ж запису рухомого об'єкту». Апарат отримав назву «Kinesigraph».